# Alexander Cijan
Alexander Cijan (* 16. Mai 1994 in Klagenfurt) ist ein österreichischer Eishockeyspieler, der zuletzt beim EC KAC in der ICE Hockey League unter Vertrag stand.

## Karriere
Alexander Cijan ist der Sohn des ehemaligen Eishockeyspielers Thomas Cijan und begann wie dieser seine Karriere beim österreichischen Rekordmeister EC KAC, ehe er im Alter von 16 Jahren nach Schweden wechselte und dort auch die Matura abschloss. Er spielte während dieser Zeit für die U18-Mannschaft des Linköpings HC und die U20-Mannschaft von Mora IK, wobei er auch sechs Einsätze in der zweithöchsten Spielklasse Allsvenskan erhielt.
Im April 2014 gab der EC Red Bull Salzburg Alexander Cijan als Neuverpflichtung bekannt. Schon in seiner ersten Spielzeit in der EBEL gewann er mit den Bulls den Österreichischen Meistertitel und erhielt auch drei Einsätze im Farmteam, welches in der MHL spielte. In der Saison 2015/16 gewann er mit Salzburg erneut den Meistertitel, wobei er die Play-offs aufgrund einer Gelenksverletzung verpasste.
Im April 2019 gab der EHC Linz die Verpflichtung von Cijan bekannt, für den er in 51 Partien 9 Scorerpunkte sammelte. Im August 2020 wechselte er innerhalb der österreichischen Liga zu den Vienna Capitals. Dort kam er in 36 Spielen zum Einsatz, ehe er im Februar 2021 zum KAC zurückkehrte. Mit dem KAC gewann er am Ende der Saison den Meistertitel, kam er nicht über die Rolle des Ergänzungsspieler hinaus. Daher verließ er den Verein im August 2021.

### International
Alexander Cijan nahm mit der U18-Nationalmannschaft an den Weltmeisterschaften dieser Altersklasse 2010, 2011 und 2012 teil, wobei 2011 der Aufstieg in die Division I erkämpft wurde. Cijan steuerte zu diesem Erfolg sieben Tore und fünf Assists bei. 2012 wurde die Bronzemedaille erspielt.
Mit dem U20-Nationalteam spielte er bei den Weltmeisterschaften 2013 und 2014, zuletzt als Assistenzkapitän der Mannschaft, jeweils in der Division I.
Sein Debüt für die Nationalmannschaft der Herren gab er am 6. November 2014 beim 3:2-Erfolg im Freundschaftsspiel gegen Belarus im slowenischen Ljubljana. Zudem war er Teilnehmer der Weltmeisterschaft 2015 in der Top Division, bei der Österreich in die Division I abstieg.

## Erfolge und Auszeichnungen
- 2015 Österreichischer Meister mit dem EC Red Bull Salzburg
- 2016 Österreichischer Meister mit dem EC Red Bull Salzburg
- 2021 Österreichischer Meister mit dem EC KAC

## Karrierestatistik
(Legende zur Spielerstatistik: Sp oder GP = absolvierte Spiele; T oder G = erzielte Tore; V oder A = erzielte Assists; Pkt oder Pts = erzielte Scorerpunkte; SM oder PIM = erhaltene Strafminuten; +/− = Plus/Minus-Bilanz; PP = erzielte Überzahltore; SH = erzielte Unterzahltore; GW = erzielte Siegtore; 1 Play-downs/Relegation; Kursiv: Statistik nicht vollständig)